# Tombe de Frédéric Chopin
La tombe de Frédéric Chopin (1810-1849) est un des monuments funéraires remarquables du cimetière du Père-Lachaise à Paris ; c'est une œuvre d'Auguste Clésinger, inaugurée en 1850 et désormais classée au titre des monuments historiques.

## Le décès et les funérailles de Chopin

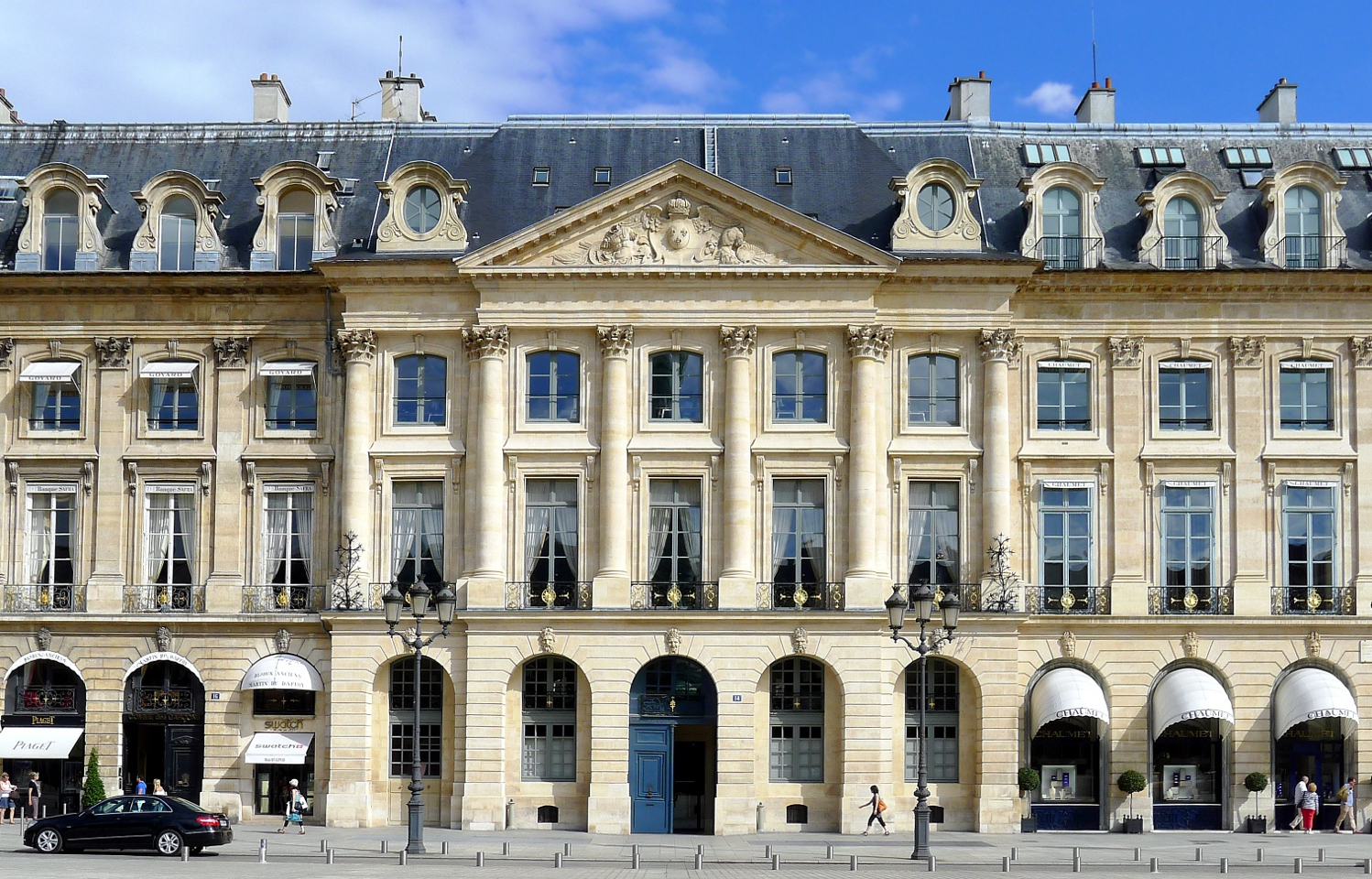
Place Vendôme, nos 12, 14 et 16.

Frédéric Chopin, qui vit en France depuis septembre 1831, meurt à l'âge de 39 ans dans la nuit du 17 octobre 1849, au 12 place Vendôme, dans un appartement loué par son élève Jane Stirling, dans lequel il s'est installé à l'automne 1849. Malade depuis de nombreuses années, il a fait part de ses dernières volontés à son entourage, notamment il a émis le souhait que fût interprété le Requiem de Mozart
Afin de permettre à des personnes éloignées de venir, les funérailles n'ont lieu que le 30 octobre 1849 dans l'église de la Madeleine. Ces funérailles grandioses, auxquelles assistent principalement des artistes et des hommes de lettres, rappellent, selon certains, la cérémonie du retour des cendres de Napoléon qui s'est tenue en 1840. Trois mille invités assistent à la cérémonie durant laquelle est interprété le Requiem, la marche funèbre et deux préludes avec la participation de l'organiste Louis James Alfred Lefébure-Wély et les solistes Pauline Viardot, Castellan, Luigi Lablache, Alexis Dupont. On notera l'absence de son ex-compagne George Sand.
À l'époque, les femmes n'avaient pas le droit de chanter en public lors de cérémonies religieuses, mais l'archevêque de Paris Marie Dominique Auguste Sibour a accepté de lever l'interdiction, à condition que les chanteuses cachassent leurs visages derrière un rideau de velours noir,.
De l'église de la Madeleine, le cortège se dirige vers le cimetière du Père-Lachaise. Les cordons du poêle (les personnes qui marchent de chaque côté du char funèbre en tenant les cordelettes du drap mortuaire qui recouvre le cercueil) étaient tenus par Giacomo Meyerbeer, Eugène Delacroix, Auguste-Joseph Franchomme et Camille Pleyel.

## L'inhumation

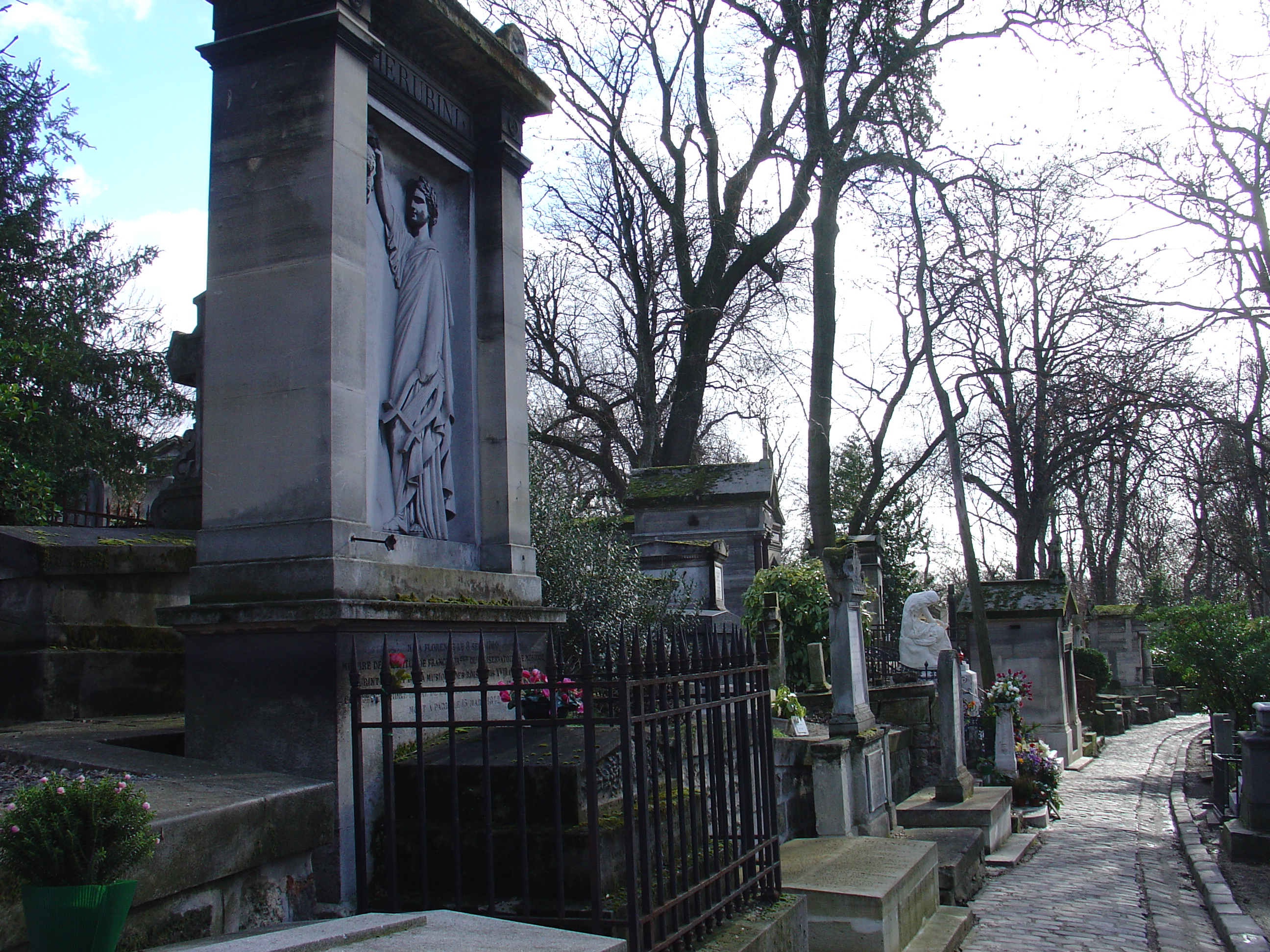
Chemin Denon.

Au cimetière du Père-Lachaise, Frédéric Chopin est provisoirement enterré dans un simple caveau, sur lequel a été dispersée un peu de terre de Pologne, qu'il conservait dans une urne depuis son départ du pays le 2 novembre 1830. Sa concession no 553 PA 1849 est située dans la division no 11, en bordure du chemin Denon.
Sa dépouille repose non loin de celles du compositeur italien Luigi Cherubini (1760-1842), du violoniste français François-Antoine Habeneck (1781-1849) et de la violoniste italienne Teresa Milanollo (1827-1904).

## La tombe définitive

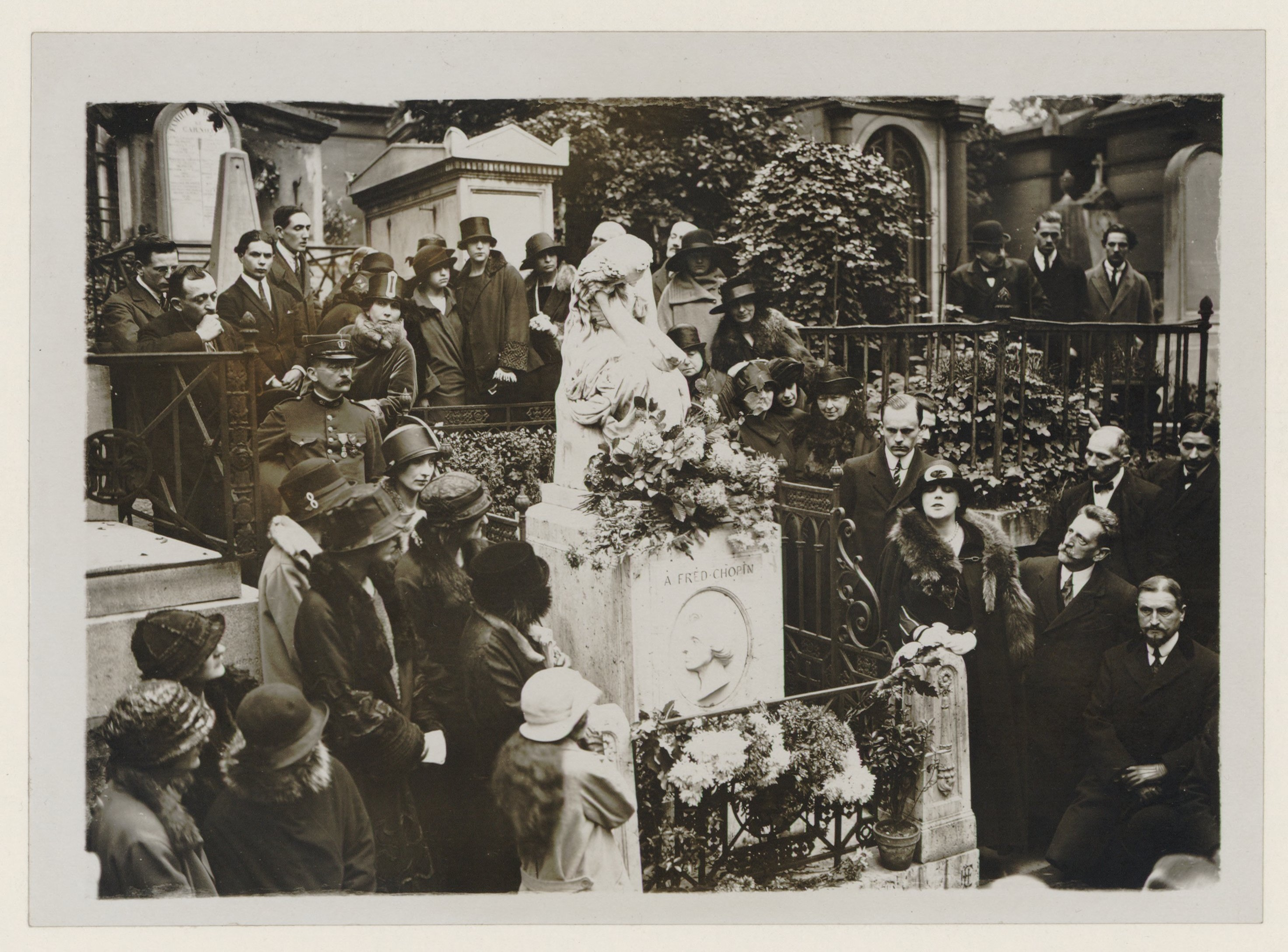
Pèlerinage sur la tombe de Chopin au Père-Lachaise vers 1920.

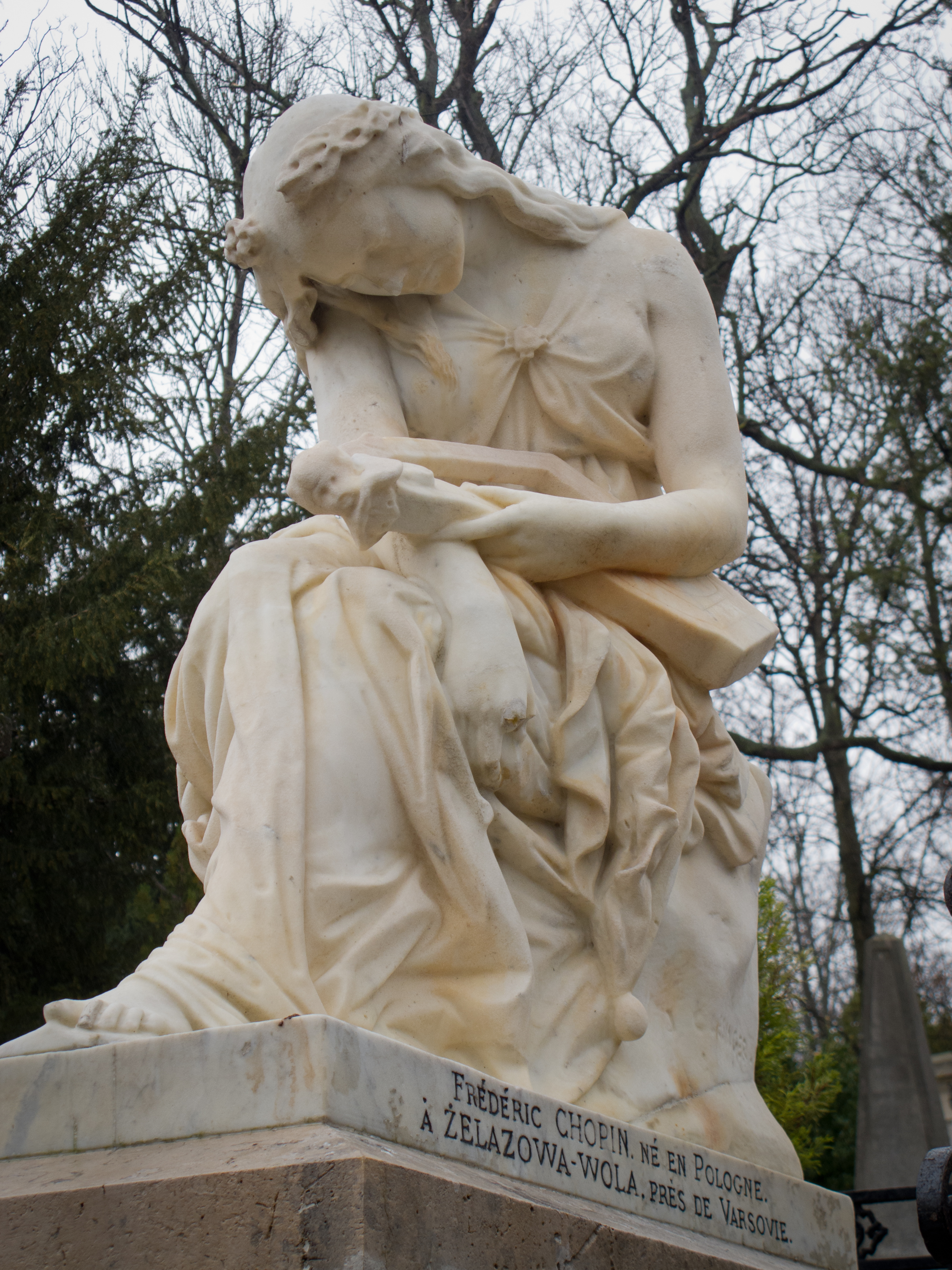
Statue.

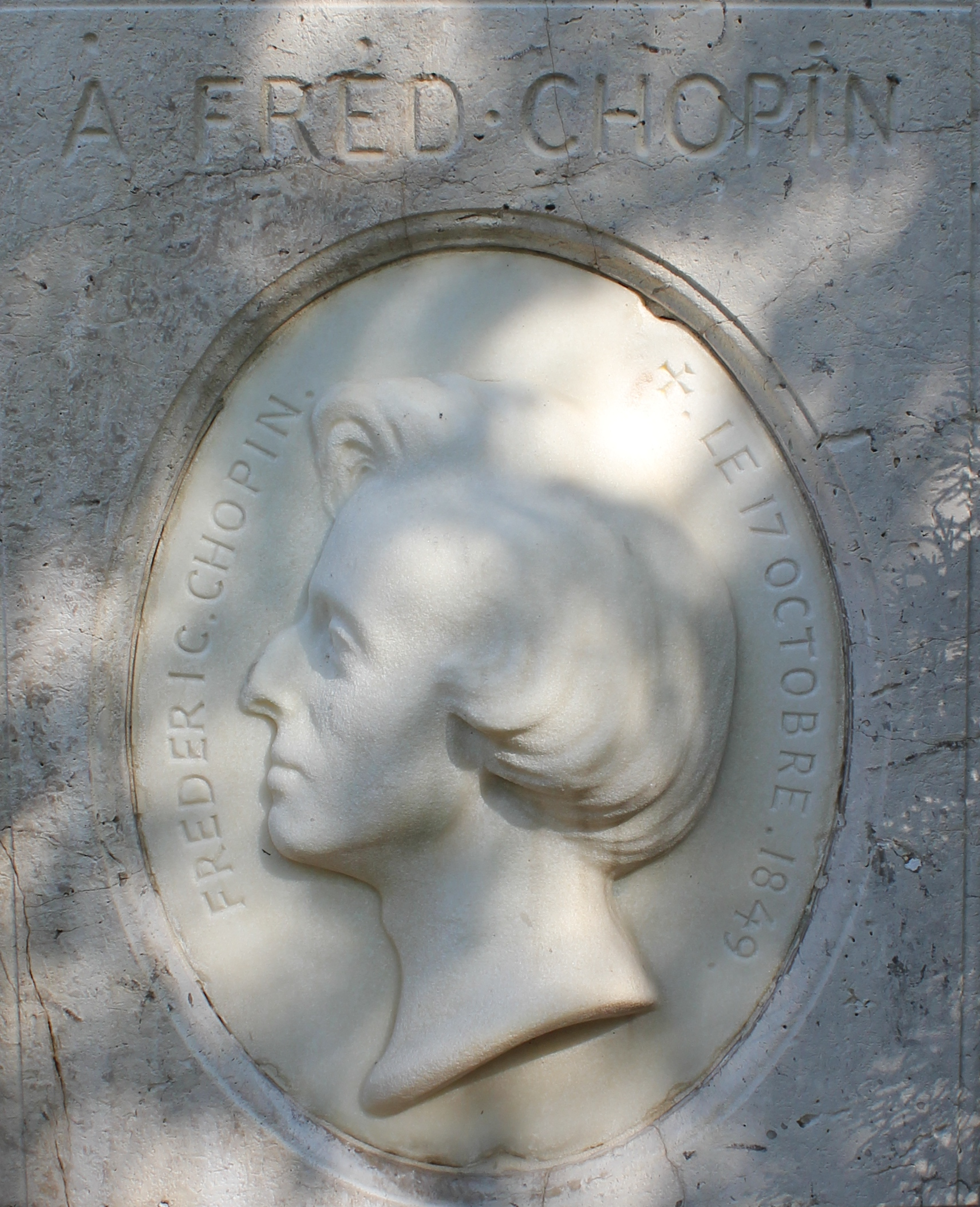
Médaillon.

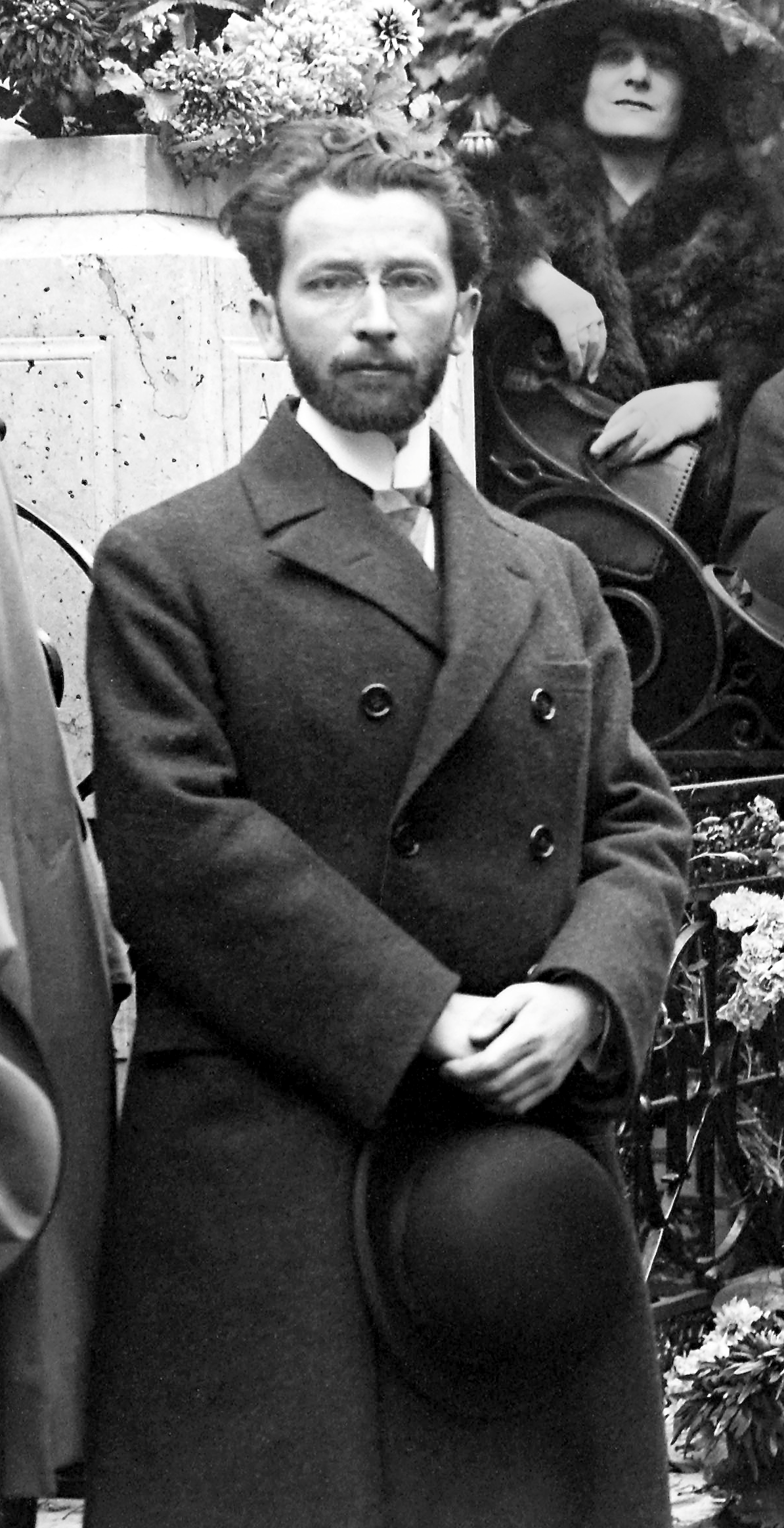
Édouard Ganche devant la tombe en 1921.

Une somme de quinze mille francs est donnée par ses élèves et sa sœur afin de construire le monument funéraire. Le reste est collecté grâce à une souscription. Le comité est composé entre autres d'Albrecht, d'Eugène Delacroix, de Franchomme, d'Herbault, du peintre Kwiatkowski, de Camille Pleyel et de son élève Jane Stirling. Une nouvelle souscription eut lieu en 1880 pour assurer l'entretien du monument.
Le comité confie à Auguste Clésinger, mari de Solange Sand, fille de George Sand le soin de réaliser le monument. Clésinger est lui-même inhumé à quelques mètres en contrebas de la tombe de Chopin.
C'est un tombeau en pierre de forme rectangulaire surmonté d'une statue en marbre, La Musique en pleurs, représentant Euterpe, muse de la musique. La statue porte la signature : « J. Clésinger, 1850 ». Elle mesure 107 cm de haut.
La face antérieure comporte un médaillon qui représente Chopin de profil (gauche), d'après un moulage réalisé juste après sa mort. Ce médaillon, de forme ovale, mesure 45 cm de haut et 32 cm de large, avec les inscriptions, sur la gauche en regardant le monument : « FRÉDÉRIC CHOPIN » ; sur la droite : « + LE 17 octobre 1849 ». Des souvenirs de Chopin ont été placés dans une niche derrière le médaillon.
Au-dessus du médaillon, on peut lire : « À FRÉD. CHOPIN » (cf. photographie ci-contre) et au-dessous « SES AMIS ».
Sur les côtés du piédestal : en haut, à droite « FRÉDÉRIC CHOPIN. NÉ EN POLOGNE
À ŻELAZOWA-WOLA. PRÈS DE VARSOVIE » (cf. photographie précédente) ; en haut, à gauche : « FILS D'UN ÉMIGRÉ FRANÇAIS. MARIÉ À MELLE
KRZYŻANOWSKA. FILLE D'UN GENTILHOMME POLONAIS ».
Le monument funéraire définitif est inauguré à l'occasion du premier anniversaire de la mort de Chopin le 17 octobre 1850,. L'accueil est mitigé : beau monument pour certains, allégorie médiocre pour d'autres (par exemple, Marie-Paule Rambeau).
L'œuvre de Clésinger fait partie des tombes du Père-Lachaise à avoir été classées aux monuments historiques par un arrêté du 1er avril 2008.
Jane Stirling (1804-1859) inaugura la tradition des pèlerinages annuels au Père-Lachaise. En 1911, le musicologue français Édouard Ganche (1880-1945) reprend cette tradition en créant avec Maurice Ravel et Camille Le Senne la Société Chopin.

## Le monument de Varsovie

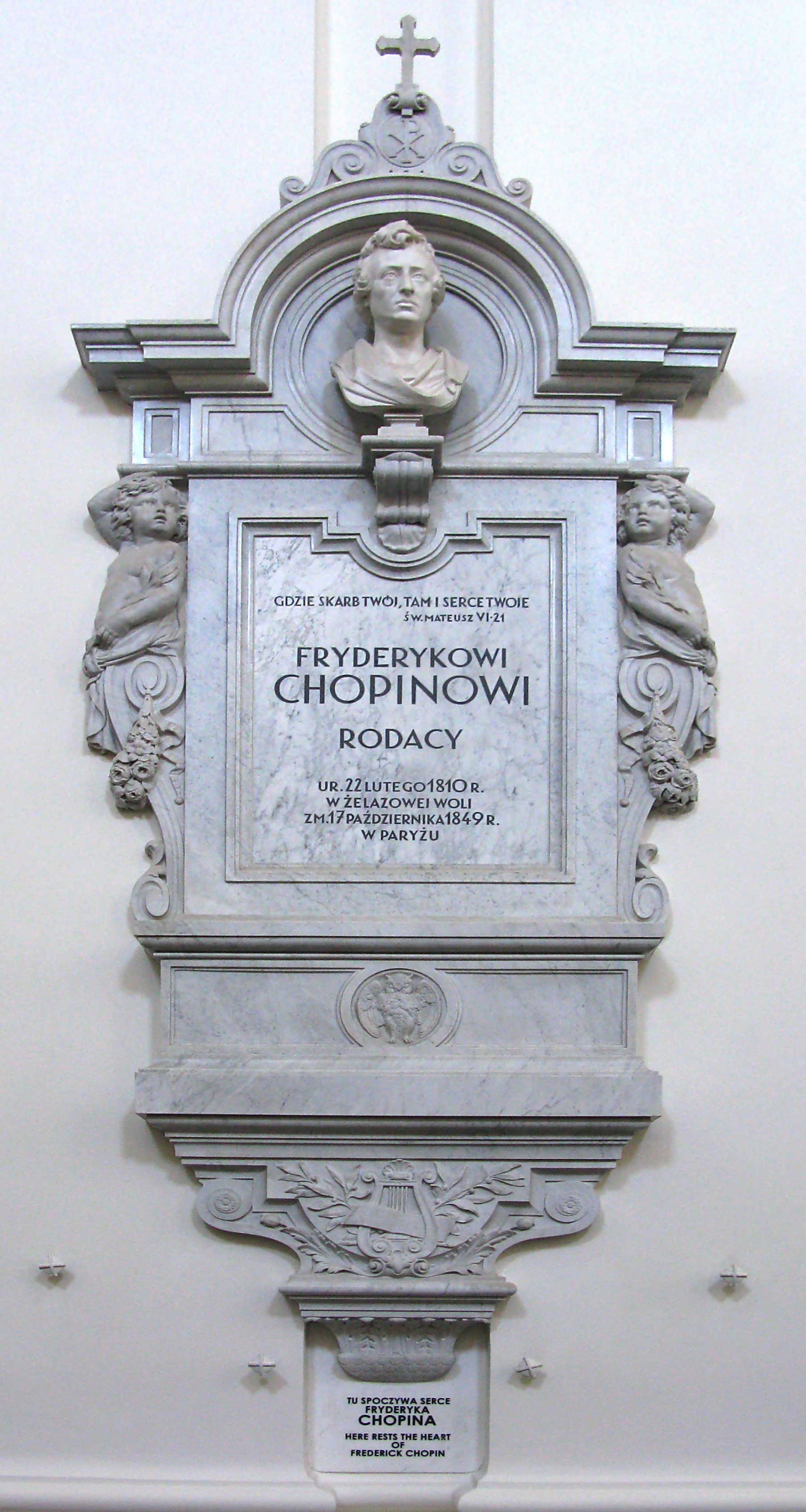
Monument à Varsovie.

Une autre dernière volonté de Chopin est que son cœur soit enterré dans son pays natal. Le 20 octobre Cruveilhier prélève son cœur lorsqu'il autopsie son corps.
La sœur de Chopin, Ludwika, ramène à Varsovie le cœur de Chopin le 2 janvier 1850. Le cœur est dans un premier temps entreposé dans la maison familiale. Puis, avec l'aide de l'évêque Jan Dekert (qui avait été élève de Nicolas Chopin, le père de Frédéric, et avait prononcé son éloge funèbre en 1844), le cœur est placé dans les catacombes de l'église de la Sainte-Croix ; puis, en 1878, le cœur est transféré dans la nef de l'église,.

## Les projets de transfert des cendres
Il a été question de transférer la dépouille de Chopin en Pologne, notamment dans les années 1920, projet soutenu par Édouard Ganche (1880-1945), président de la société Chopin,.
À l'occasion du bicentenaire de la naissance de Chopin en 2010, le commissaire de l'année Chopin en France, Alain Duault, propose de transférer la dépouille de Chopin au Panthéon, ce qui ne se fit pas, comme également pour George Sand en 2004.